# サダコは生きる
『サダコは生きる』（サダコはいきる）は、オーストリアの作家カルル・ブルックナーが1961年に書いたノンフィクション文芸作品。原題はドイツ語でSadako Will Leben （サダコは生きたい）。広島原爆の被爆者である佐々木禎子という日本の少女を題材にしている。
世界22か国で翻訳され、200万人以上の人々に読み継がれている。英語にも1962年、The Day of the Bomb というタイトルで翻訳された。
日本語への翻訳は1964年に『サダコは生きる―ある原爆少女の物語』として学研新書から出版された。翻訳者は片岡啓治。その後日本では30年以上絶版となっていたが、2000年に『サダコ』として復刊された。 